# 흑연

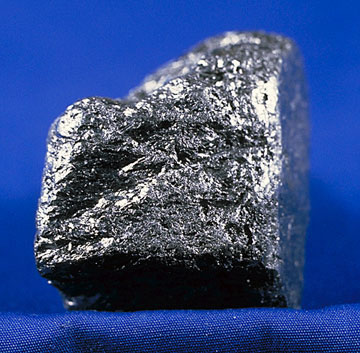
흑연

흑연(黑鉛, 영어: graphite) 또는 석묵(石墨)은 탄소의 동소체 중 하나이다. 천연에서 산출되기도 하고, 인공적으로 제조되기도 한다. 흑연의 영어 이름인 "graphite"는 "(글 따위를) 쓰다"라는 뜻을 가진 그리스어 "graphein"에서 유래되었다.

## 천연에서의 존재
소량의 무기물과 유기물이 포함되어 있으면서 산화적 환경에 노출되지 않고 접촉 변성 작용 또는 광역 변성 작용을 받아 생성된 사암, 셰일, 석탄, 석회암 등의 암석과 함께 천연에서 산출될 수 있고, 환원성 환경에서 생성된 사문암, 석회암과 함께 발견되기도 한다. 주로 편마암, 편암 등과 함께 발견된다. 스리랑카, 마다가스카르, 조선민주주의인민공화국, 멕시코의 소노라주, 캐나다의 온타리오주, 서시베리아, 미국의 뉴욕주에 상당량이 매장되어 있다. 흑연은 간혹 운석에서도 발견되는 경우가 있다.

## 성질

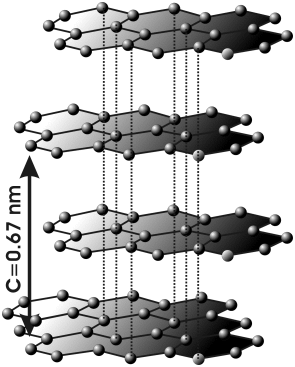
흑연의 결정 구조

흑연은 굳기가 약 1.5로 매우 부드러운 편이다. 비중은 2.23이지만, 구멍이나 불순물에 의해서 더 낮아질 수 있다. 색은 흑색에서 철회색을 띠며 금속광택을 가진다. 녹는점, 끓는점 등은 명확하지 않다. 전기 전도체로 작용하며, 전기저항은 방향에 따라 큰 차이를 보인다. 천연일 경우 결정의 형태는 육각 판 모양의 편평한 모양이며, 인공일 경우 결정은 비늘상이나 덩어리상이다. 내열성, 내열충격성, 내식성이 강하고 전기 및 열 전도성이 좋은 편이다.

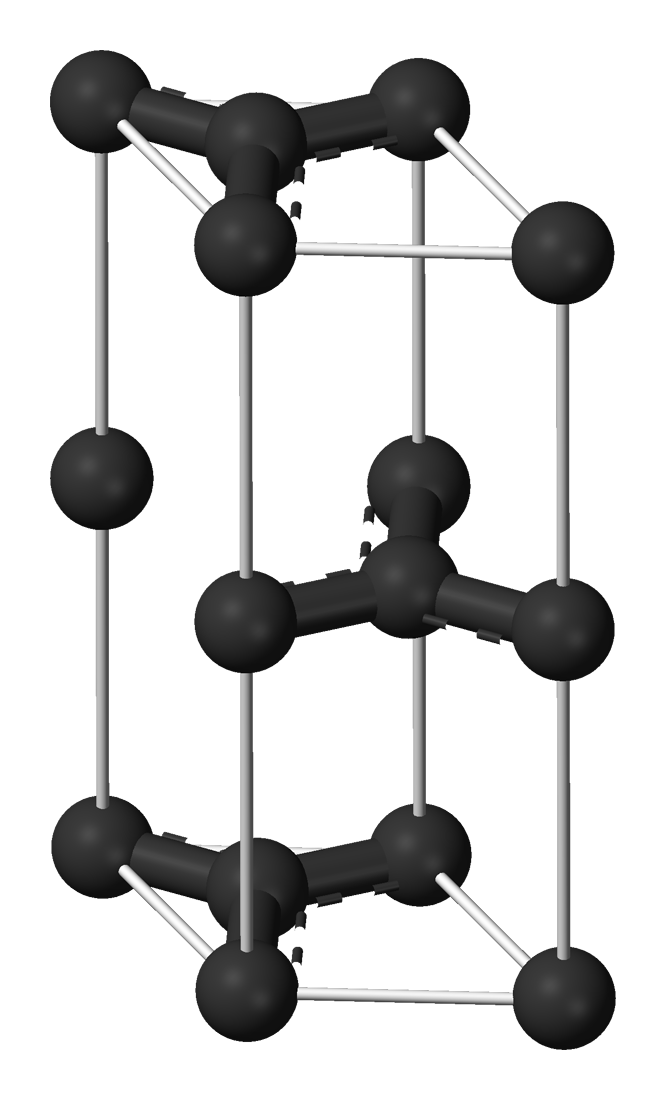
흑연의 단위격자

흑연의 구조는 탄소 여섯 개로 이루어진 고리가 연결되어 층을 이룬 모양으로 c값(층간 간격의 2배)은 6.696Å, 탄소간 결합 길이는 1.42Å이다. 흑연의 단위격자는 탄소 원자 4개를 포함한다. 격자상수는 2.456Å이다.
화학적으로는 상당히 안정한 물질로 공기 중에서의 발화점은 500~600°C 또는 그 이상이다. 산소 중에서 가열하면 600~700°C에서 이산화 탄소가 된다. 분말을 진한 황산과 진한 질산의 혼합물로 처리하면 녹갈색의 산화흑연을 얻을 수 있다. 또한 진한 황산과 산화제와 함께 가열하면 광택이 있고 청자색의 물질인 황산수소흑연이 된다. 질산으로 산화시키면 멜리트산을 얻을 수 있다.

## 인조 흑연
인공적으로 합성된 흑연은 성질의 편차가 심하기 때문에 공업용으로는 잘 사용되지 않는다. 제유 과정에서 생산되는 코크스를 탄소 공급원으로 하여 만들어지는 경우가 많다.
인조 흑연은 미국의 에드워드 굿리치 애치슨에 의해서 처음으로 합성되었다. 그는 탄화 규소로 실험을 하다가 4150°C에서 탄화 규소의 규소성분이 증발해 버리고 남은 탄소가 흑연의 형태로 남아 있는 것을 발견하였다. 1896년 애치슨은 흑연 생산에 대한 특허를 냈으며 상업적인 인조 흑연 생산은 1897년부터 이루어졌다.
인조 흑연은 무정형 탄소를 고온으로 가열하여 만들어지는데, 일반적으로는 2500~3000°C로 가열하지만 천연 흑연의 구조와 가깝게 만들기 위해서는 더 높은 온도가 필요하다. 또한 원료 탄소 화합물의 구조에 따라서는 인조 흑연으로 만들기가 어려운 경우도 있다.

## 용도
흑연은 주로 다음과 같은 용도로 사용된다.
- 대표적으로 연필 혹은 샤프의 심으로 재료가 사용된다. 이때 흑연을 점토와 섞어 굳기를 조절한다.
- 로켓의 케이스나 화학 공정에서의 내열성 장비의 재료로 사용된다. 이 경우 약 3000°C 이상의 온도까지 견딜 수 있다.
- 화학 공정에서의 내식성 기구의 재료로 사용된다.
- 전기 용광로의 전극이나 전기 분해를 위한 기구의 재료로 사용된다.
- 원자로에서 중성자 감속재 및 반사재로 사용된다.
- 많은 물건의 주형으로 사용된다.
- 층상을 이루고 있어 미끄럽기 때문에 윤활제, 감마제로도 사용된다.

## 같이 보기
- 탄소 나노튜브
- 풀러렌
- 그래핀

## 참고 문헌
- Considine, G. D. et al., Van Nostrand's encyclopedia of chemistry, 5th edition, Hoboken: Wiley-Interscience, 2005.
- Encyclopaedia Britannica, inc., The New Encyclopaedia britannica, 15th edition, Chicago:Encyclopaedia britannica, 2007.
- Parker, S. P. et al., McGraw-Hill encyclopedia of chemistry, New York: McGraw-Hill, 1993.
- 化學大辭典編集委員會 편, 성용길, 김창홍 역, 《화학대사전》, 서울: 世和, 2001.